# リトルバスターズ! ORIGINAL SOUNDTRACK
『リトルバスターズ! ORIGINAL SOUNDTRACK』は、2007年9月28日にKey Sounds Labelから発売されたサウンドトラック。

## 概要
パソコンゲーム『リトルバスターズ!』のサウンドトラックで、ゲーム内で使用された主題歌・BGMが収録されている。のちに『リトルバスターズ! エクスタシー』でも使用された。

## 収録曲
太字はボーカル曲

### Disc1
1. Little Busters!
  - 作詞・作曲：麻枝准、編曲：中沢伴行・尾崎武士、歌：Rita
  - オープニングテーマ。
  - OVERDRIVE製作のゲーム「キラ☆キラ」のデモ版の作中で第二文芸部がカバーしていたが、市販されたソフトの中では使われなかった。
2. RING RING RING!
  - 作曲：麻枝准、編曲：Manack
  - ヒロインの棗鈴のテーマ曲
  - ボーカル曲「Mission：Love sniper」（歌：民安ともえ）の原曲。
3. 魔法のアンサンブル
  - 作曲・編曲：PMMK
  - ヒロインの神北小毬のテーマ曲
4. 騒がし乙女の憂愁
  - 作曲・編曲：PMMK
  - ヒロインの三枝葉留佳のテーマ曲
5. えきぞちっく・といぼっくす
  - 作曲・編曲：PMMK
  - ヒロインの能美クドリャフカのテーマ曲
6. 心色綺想曲
  - 作曲・編曲：Manack
  - ヒロインの来ヶ谷唯湖のテーマ曲
7. 光に寄せて
  - 作曲：折戸伸治、編曲：Manack
  - ヒロインの西園美魚のテーマ曲
8. BOYS DON'T CRY
  - 作曲：麻枝准、編曲：Manack
  - 棗恭介のテーマ曲
9. BOYS DON'T CRY 〜intro only〜
  - 作曲：麻枝准、編曲：Manack
  - 上記の曲のイントロのみでループするバージョン
10. 目覚めた朝に
  - 作曲：麻枝准、編曲：水月陵
11. 密やかなさざめき
  - 作曲・編曲：PMMK
12. MY BRAVE SMILE
  - 作曲・編曲：PMMK
13. スローカーブ
  - 作曲：麻枝准、編曲：PMMK
14. 少女たちの午後4時半
  - 作曲：折戸伸治、編曲：戸越まごめ
15. デーゲーム
  - 作曲：折戸伸治、編曲：折戸伸治・Manack
16. チクタク・ルーチン
  - 作曲・編曲：PMMK
17. かけっこ
  - 作曲・編曲：PMMK
18. シンクロニクル
  - 作曲・編曲：PMMK
19. お砂糖ふたつ
  - 作曲・編曲：PMMK
  - ボーカル曲「ピクルスをおいしくするつくりかた」（歌：すずきけいこ）の原曲
20. 雨のち晴れ 〜instrumental〜
  - 作曲：PMMK、編曲：Manack
  - 「雨のち晴れ」のインスト曲

### Disc2
1. Mission possible 〜but difficult task〜
  - 作曲・編曲：折戸伸治
2. 勇壮なる闘い
  - 作曲・編曲：戸越まごめ
  - 戸越が同作で唯一作曲した作品。
3. 死闘は凛然なりて
  - 作曲：折戸伸治、編曲：折戸伸治・Manack
4. ぼくのいやなこと
  - 作曲・編曲：Manack
5. 幻日
  - 作曲・編曲：Manack
6. ともしび
  - 作曲：麻枝准、編曲：Manack
7. 降り続く雨の街で
  - 作曲・編曲：Manack
8. いつか気付くかな
  - 作曲・編曲：折戸伸治
9. れっつ・りたーん
  - 作曲：麻枝准、編曲：Manack
10. 伝えられないメッセージ
  - 作曲・編曲：Manack
11. 無題『恋心を奏でる綺想曲』
  - 作曲・編曲：Manack
  - 「心色綺想曲」のピアノインスト曲
12. たったひとつの魔法の言葉
  - 作曲・編曲：PMMK
  - 「魔法のアンサンブル」のインスト曲
13. Song for friends 〜instrumental〜
  - 作曲・編曲：麻枝准
  - 「Song for friends」のインスト曲
14. 遥か彼方 〜instrumental〜
  - 作曲：麻枝准、編曲：Manack
  - 「遥か彼方」のインスト曲
15. Little Melody
  - 作曲：麻枝准、編曲：水月陵
  - 「Little Busters!」のインスト曲
16. 少年たちとの別れ 〜piano only〜
  - 作曲・編曲：PMMK
17. 何も起こらなかった世界
  - 作曲・編曲：PMMK
18. 生まれ落ちる世界
  - 作曲・編曲：PMMK
19. リグレット
  - 作曲・編曲：PMMK
20. 少年たちとの別れ
  - 作曲・編曲：PMMK

### Disc3
1. 遥か彼方
  - 作詞・作曲：麻枝准、編曲：Manack、歌：Rita
  - 挿入歌。
2. Alicemagic
  - 作詞：都乃河勇人、作曲：折戸伸治、編曲：MintJam、歌：Rita
  - 小毬・葉留佳エンディングテーマ。
  - キャラクターCD「猫と硝子と円い月/Alicemagic ~Aroma Tablet mix~」で民安ともえがこの曲をカバーしている。
3. 雨のち晴れ
  - 作詞：樫田レオ、作曲・編曲：PMMK、歌：Rita
  - クドリャフカ・美魚エンディングテーマ。
  - 曲後半のコーラスは基本的にRita一人の声であり、変声歌唱を多重録音したものである。
4. Song for friends
  - 作詞・作曲：麻枝准、編曲：MintJam、歌：Rita
  - 鈴・来ヶ谷エンディングテーマ。
5. Little Busters! -Little Jumper Ver.-
  - 作詞・作曲：麻枝准、編曲：中沢伴行・尾崎武士、Mix：高瀬一矢、歌：Rita
  - オーラスエンディングテーマ。
  - オリジナル曲と歌詞が一部変わっている。
6. Little Busters! -Short Ver.-
7. Alicemagic -Short Ver.-
8. 雨のち晴れ -Short Ver.-
9. Song for friends -Short Ver.-
10. Little Busters! -Little Jumper Short Ver.-
11. 未使用曲1（Little Busters! -Little Jumper Ver.-）
  - 作詞・作曲：麻枝准、編曲：中沢伴行・尾崎武士、Mix：高瀬一矢、歌：Rita
  - イントロ部分が一部変わっている。
12. 未使用曲2（Song for friends 〜instrumental〜）
  - 作曲：麻枝准、編曲：Mintjam
  - 「song for friends」の別アレンジのインスト曲
13. 未使用曲3
  - 作曲：麻枝准、編曲：水月陵
  - 曲中に「夏影」のメロが引用されている。